# Пітельйо
Пітельйо (італ. Piteglio) — муніципалітет в Італії, у регіоні Тоскана,  провінція Пістоя.
Пітельйо розташоване на відстані близько 280 км на північний захід від Рима, 50 км на північний захід від Флоренції, 17 км на північний захід від Пістої.
Населення — 1714 осіб (2014).

## Демографія
Населення за роками:

Станом на 31 грудня 2014 року в муніципалітеті офіційно проживало 90 іноземців з 16 країн, серед них 51 громадянин країн Євросоюзу та 1 громадянин України.

## Сусідні муніципалітети
- Баньї-ді-Лукка
- Кутільяно
- Марліана
- Пеша
- Пістоя
- Сан-Марчелло-Пістоїєзе